# Mademoiselle Des Œillets
Alix Faviot dite Mademoiselle Des Œillets est une actrice française, née en 1620 et morte le 25 octobre 1670. Elle a joué dans plusieurs pièces de Pierre Corneille et de Jean Racine.

## Biographie
L'enfance et la jeunesse d'Alix Faviot (parfois Faviole) ne sont pas connues. Elle épouse vers 1636 le comédien Nicolas de Vis, de Vintz ou de Vin, dit Des Œillets, qui a joué au Mans en 1633, à Paris en 1634 puis de nouveau en province en 1635 ; leur fille Claude de Vin des Œillets naît vers 1637. 
Alix Faviot, dite Madamoiselle Des Œillets, joue dans trois pièces de Pierre Corneille : Le Cid en 1637, Horace en mai 1640, Cinna en août - septembre 1642.
En 1649, elle est mentionnée comme veuve, habitant rue Vieille-du-Temple à Paris, et est engagée dans la troupe du Théâtre du Marais où elle joue jusqu'en 1661 ; en 1662, elle rejoint à cette date la troupe du théâtre de l'Hôtel de Bourgogne où elle succède à Jeanne Auzoult morte en septembre et devient une des actrices principales ; elle y joue jusqu'à son décès
En 1670, elle tombe gravement malade. Frappée d'un abcès au poumon, elle quitta la scène où elle est remplacée par Mademoiselle de Champmeslé. Soignée par deux médecins, Baralis et Brayer, elle ne peut être sauvée et meurt le 25 octobre 1670

## Rôles créés
- 25 février - juillet 1662 : création du rôle de Viriate dans Sertorius de Pierre Corneille, théâtre de l'Hôtel de Bourgogne.
- janvier 1663 : création du rôle-titre dans la tragédie Sophonisbe de Corneille. Donneau de Visé décrit avec enthousiasme sa prestation :

« Je vais vous dire un mot de chaque personnage, et commencer par celui de Sophonisbe. Je crois vous devoir dire, avant que de passer outre, que ce rôle, qui est le plus considérable de la pièce, est joué par Mlle des Œillets, qui est une des premières actrices du monde, et qui soutient bien la haute réputation qu’elle s’est acquise depuis longtemps. Je ne lui donne point d’éloges, parce que je ne lui en pourrois assez donner ; je me contenterai seulement de dire qu’elle joue divinement ce rôle et au delà de tout ce que l’on se peut imaginer ; que M. de Corneille lui en doit être obligé, et que quand vous n’iriez voir cette pièce que pour voir jouer cette inimitable comédienne, vous en sortiriez le plus satisfait du monde… ».
- 1665 : rôle d'Axiane dans Alexandre le Grand de Jean Racine.
- 1666 : rôle d'Arsinoé dans Antiochus de Thomas Corneille.
- 1667 : rôle d'Hermione dans Andromaque de Racine, où elle joue avec Mademoiselle Du Parc qui tient le rôle-titre[5].
- 1668 : rôle-titre dans Laodice de Thomas Corneille.
- 13 décembre 1669 : création du rôle d'Agrippine dans Britannicus de Jean Racine, théâtre de l'Hôtel de Bourgogne